# سیارک ۳۳۰۲۷
سیارک ۳۳۰۲۷ (به انگلیسی: 33027 Brouillac، نامگذاری:1997QE) سی و سه هزار و بیست و هفتمین سیارک کشف شده‌است که در ۲۳ اوت ۱۹۹۷ کشف شد.